# Csin-dinasztia (265–437)
A Csin-dinasztiát Sze-ma Jen alapította. A Három királyság nevű korszak végén a Vu állam meghódításával Kína újraegyesült Csin uralom alatt. A trónviszályok és nomád népek támadásai következtében északi területeit elvesztette, korszakának első fele a Nyugati Csin dinasztia véget ért. A Csin császárok uralkodása a déli területeken a Keleti Csin dinasztia alatt folytatódott egészen a dinasztia megdöntéséig 420-ig.

## Történelem

### Nyugati Csin dinasztia (265-316)
Sze-ma Jen, császári nevén Vu Ti (265-289) baráti körének és nagy családjának köszönhetően megszerezte a kínai trónt 265-ben. A Vej dinasztiával ellentétben a felséges család hercegei itt nagyobb szerepet töltöttek be az udvarban. Azonban területeiken teljes fennhatósággal nem rendelkeztek, mert a hivatalos császári biztosok ellenőrzése alatt álltak. Háborúk idején kötelességük volt hadsereget felállítani és azzal támogatni a császárt. Hadsereg felállítása viszont lehetővé tette a Csin hercegeknek, hogy kormányzókat befolyásuk alá vonjanak és saját, a császári hatalomtól független hadseregeket szervezzenek. Az így létrehozott hadseregeiket pedig egymás közötti harcaikban is felhasználták. Konfliktusaik pedig biztosították azt, hogy ne forduljanak együttes erővel a császári vezetés ellen, ezáltal a dinasztia továbbra is fennmaradt. 280-ban Vu meghódítását követően a külső fenyegetés megszűnésével elkezdődhetett a birodalom gazdasági és pénzügyi helyreállítása. Elkezdték leszerelni a dinasztia alatt szolgáló katonákat. Ez viszont problémába ütközött a hercegeknél, akik ragaszkodtak a személyes testőrségeikhez. A leszerelő katonák megtartották fegyvereiket és eladták őket. A leszerelt katonák nagy része észak Kína területén a Hsziungnu és Hszienpi államok által adományozott földeken parasztként kezdtek el dolgozni. A kapott földek kedvezőek voltak, számukra mert a nomád népek nem rendelkeztek hatékony adminisztrációval illetve szigorú adózás sem volt. A Nyugati Csin dinasztia állam vezetése nem adott földeket a leszerelt katonáknak így nem valósult meg pénzügyi növekedés és gyakorlati erejét elvesztette. A hercegek és a határ menti területek katonai ereje megnőtt. Négy ilyen határ menti csoport alakult ki a topák, a tibetiek, a hszienpi északon és a hsziungnuk 19 törzse.

#### Trónviszályok
A Csin udvaron belül megerősödött a Jang család mely családnak egyik lánya császárné lett. Vu Ti halálával Hui Ti (290-306) került a trónra. Az új császár felesége meggyilkoltatta a Jang császárnét. Ennek köszönhetően a Csia család udvari vezetése megszerezte a hatalmat. 299-ben a Csia család megszabadult a trónörököstől ezzel legitimálták uralkodásukat. A Csin család lecserélése azonban nem maradt szó nélkül és ahhoz vezetett, hogy a tábornokok és a hercegek a határ menti népekkel szövetkeztek a Csia család ellen. 300-ban Lun herceg meggyilkoltatta a Csia császárnét és 301-ben császárnak kiáltotta ki magát, de ugyanebben az évben Csi hercege megölte. Csi hercegét Csangsa hercege ölte meg 302-ben, Csangsa hercegét pedig Dung-hai hercege. 302-ben emelkedett fel Ho-csien hercege és 306-ban meggyilkolták. Csengtu hercege 303-ban hatalomra tört, 305-ben pedig megszerezte a fővárost. 306-ban ő is ugyanúgy el lett távolítva.

##### Kínai migráció
A Nyugati Csin dinasztia idején a főváros körül zajló küzdelmeknek az lett következménye, hogy a népesség a viszonylag békés határterületekre költözött. Ilyen terület volt a mai Kanszu tartomány, ami egy a Hszienpik elleni küzdelem céljából oda küldött kormányzó irányítása alatt állt és növekvő függetlenséget élvezett. A migrációnak köszönhetően erős terület maradt.Másik ilyen területek voltak az északi határ menti, a hszienpi és a hun befolyás alatt állók, ahova sok kézműves és tanult ember menekült.

### A Hun Han dinasztia
A hun nemesség kijelentette, hogy csak a kínai császárhoz lesz hűséges és nem vesznek részt különféle kínai tábornokok és hercegek harcaiban. Ezt kihasználva megtarthatták erejüket és azt a megfelelő alkalomkor a kínai trón megszerzésére használhatták.  A hunokról az a tudat élt eddig, hogy kulturálatlan barbárok, ám idő elteltével a hun felsőbb réteg megfelelő kínai oktatásban részesült. Köztük uralkodójuk Liu Jüan (304-310) is. Liu Jüant tanácsadói egy lehetséges trónörökösnek tartották mivel, hogy az elődjei, köztük Mao-Tun az első Hsziungnu uralkodó és utódjai Han hercegnőket vettek feleségül. E mellett a Liu családnevet a Han dinasztia uralkodói használták. Liu Jüan célja viszont nem Mao-Tun nomád birodalmának visszaállítása volt, hanem a kínai császári cím megszerzése. Első nagy lépése a Hun Han dinasztia megalapítása volt 304-ben. Kínai modellt követve udvari szertartásokat tartott a fővárosban Pingcsengben és kínai köznemeseket csábított jól szervezett udvarába. 309-ben megtörtént az első támadás a kínai főváros Lojang ellen. Az ezt követő évben azonban Liu Jüan meghalt, de 311-ben az örököse Liu Cung (310-318) újra megtámadta és el is foglalta a Keleti Csin dinasztia székhelyét. Huai Csin császár (307-311) fogságba került Pingcsengben egészen haláláig 313-ig. Mindeközben a Csin dinasztia második fővárosában Csanganban a hercegek közül Mint (313-316) tették meg császárnak, ám támogatás nélkül rövid életű uralkodása 316-ban véget ért a hun támadások következtében. Most már mindkét főváros a hunok kezében volt, ami azt jelentette, hogy övéké lett észak Kína nyugati része és egyúttal véget vetettek a Nyugati Csin dinasztiának is.

### Keleti Csin dinasztia (317-420)
A déli területeket a hivatalnokok és nagy földbirtokosok családjai civilizálatlanabbnak tekintették, mint az északit. Elsősorban gyors meggazdagodás céljából költöztek ide. A hivatalnokok és a családok tömege a fővárosban maradt közel az udvarhoz. Maga a főváros, Csienkang egy jól megszervezett kereskedelmi központ volt a maga luxusával és kifinomultságával. A Keleti Csin dinasztia uralkodóinak ereje rendkívül korlátozott volt így egyikük se rendelkezett jelentős politikai vagy egyéni erővel. Az egyetlen kivétel Jüan Ti (317-323) volt. Jüan Ti idején történt Vang Tun nagy felemelkedése, aki a jelenlegi Hankou területe fölött uralkodott. Hankou kereskedelmi gócpontként funkcionált, ennek köszönhetően Vang Tun meggazdagodott, megerősödött és rokonokkal is rendelkezett a császári udvarból. Kihasználva azt, hogy a császár haldoklik megtámadta a fővárost. A császár idősebbik fia Ming (323-325), Jü Liang tábornokkal, aki északi családból származott és a császárnő testvére volt  legyőzte Vangot. Ming császár korai halála miatt uralkodása nem tartott sokáig, és őt követte öccse Cseng császár (325-342). Mivel a császár még fiatal volt ezért a császárnő kormányzott régensként, de az igazi hatalom Jü Liang kezében volt. Az úgyszintén északi származású Szu Csün a dinasztiától kapott katonai hatalmával élve egy Jü Liang elleni felkelésbe kezdett. 328-ban bevette a fővárost és elfogta a császárt. Sikerét azonban nem élvezhette sokáig ugyanis Jü Liang bandája gyorsan visszaszerezte a hatalmat. Jü Liang bandájának uralma a 21 éves császár halála után is folytatódott. A császárt az úgy szint 21 éves testvére Kang követte két évig, őt pedig a két éves fia Mu Ti (344-361). Mindeközben egy másik család, a Huan közeli barátságba került Jü Lianggal. Jü Liang halála után a Huan családból Huan Ven katonai parancsnok lett. Vang Tunhoz hasonlóan ő is saját erejének egy szilárd alapot szeretet volna nyugaton létrehozni. 347-ben elfoglalta Szecsuánt és az ott lévő dinasztiát leváltotta. Ezután a Jü családdal együtt több hadjáratot indított az északi államok ellen. A cél az volt, hogy visszaszerezzék kelet Honan, észak Anhuj és Csiangszu területeit melyek a családi székhelyei voltak a Huan, Hszie és a császári családnak. Ugyanakkor az északi határok gyenge pontok voltak a déli birodalom számára, mert annak síkságai könnyen lerohanhatóak voltak. A új Korai Csin dinasztia próbált nyugatról keletre terjeszkedni ezekre a síkságokra és konfrontációba került a Keleti Csin birodalommal. Huan Ven ereje egyenletesen növekedett az elkövetkező időszakban. A felső Jangce menti termékeny területekre küldte testvéreit és rokonait adminisztrációs célokból, így megerősítvén hatalmát azokon a területen is. 372-ben eltávolította az uralkodó császárt Fejt (365-373) és helyére egy öreg törékeny herceget Csienvent helyezte, aki egy év múlva meghalt és a még gyerek Hsziao Vu Ti (372-396) cserélte le őt. Azonban maga Huan Ven nem tudott trónra lépni, mert nemsokára meghalt. 383-ban következett be a tibeti Fu Csien nagy támadása a Keleti Csin dinasztia ellen. A Hszie család tábornokainak köszönhetően sikereket ért el a Keleti Csin dinasztia. Hsziao Vu Ti azonban ezen eseményekben nem vett részt, a buddhizmussal, és más káros szenvedélyeivel volt elfoglalva. Az őt követő öt éves fia An császár (396-419) idején köszöntöttek be változások az udvaron belül. Huan Ven fia, Huan Hszüan elvált a Hszie családtól és a Jin és Vang családokkal társult. A Vang család már két császárnőt biztosított a Csin dinasztiának. A Jin család pedig eleinte a Hszie családdal dolgozott együtt és később Huan Hszüan mellé szegültek. Kezdetekben a társulat jól működött, ám később az egyik tábornoka Liu Lao Csi átment a Hszie bandához és erejük elkezdett fogyni. A vezetőket, Vang Kungot megölték és Jin Csung-kan eltávolodott Huan Hszüantól, aki emiatt 399-ben megölte őt. Huan Hszüant mindezek ellenére jól tartotta magát a hozzá hű területein belül. Liu Lao Csi a Hszie családnál volt, de saját érdekei által vezérelve egy rövid időre Huan Hszüan mellé állt, majd visszament a Hsziehez és 402-ben újra visszatért Huanhoz és elérte erejének csúcsát. Ez idő tájt volt felelős a főváros védelméért, ezt a felelősséget átruházta Huan Hszüanra, aki a lehetőséggel élve elfoglalta a Keleti Csin dinasztia székhelyét, elűzte a császárt és elkezdte saját dinasztiáját. Erre válaszul érkezett Liu Jü támadása a főváros ellen. Liu Jü, aki Liu Lao Csih egy alárendeltje volt, kitüntette magát egy a Sárga turbánosoktól eredeztethető felkelés leverésével. Liu növekvő politikai és katonai erejével képviselője lett a Huan ellenes bandáknak. Támogatóival először a Huannal együttműködőktől szabadult meg. Majd 404-ben a főváros felé menetelt. Huan Hszüant menekülése közben ölték meg a felső Jangce régió területén. Az eredeti császárt, Kungot visszahelyezték trónjára, de a tényleges hatalom Liu Jünél volt. Mielőtt császárrá nevezte ki magát egy nagy északi kampányba kezdett melynek célja egész nyugat Kína elfoglalása volt. A Topa semlegességének köszönhetően képest volt elfoglalni a Későbbi Csint Senhsziben. Ezzel a hadjárattal elsősorban több Közép Ázsiát elérő kereskedelmi útvonalat szeretett volna megnyitni. Másodszor olyan mértékig akarta növelni katonai erejét, hogy biztosítva legyen számára a császári cím. 416-tól 417-ig tartó Senhszibeli sikerei után visszatért a fővárosba. 419-ben meggyilkoltatta An császárt helyére egy bábot, Kungot helyezte. A báb császár pedig 420-ban lemondott és Liu Jü császár lett és dinasztiáját Liu Szungnak nevezte el.

## Társadalom és kultúra

### Régészet

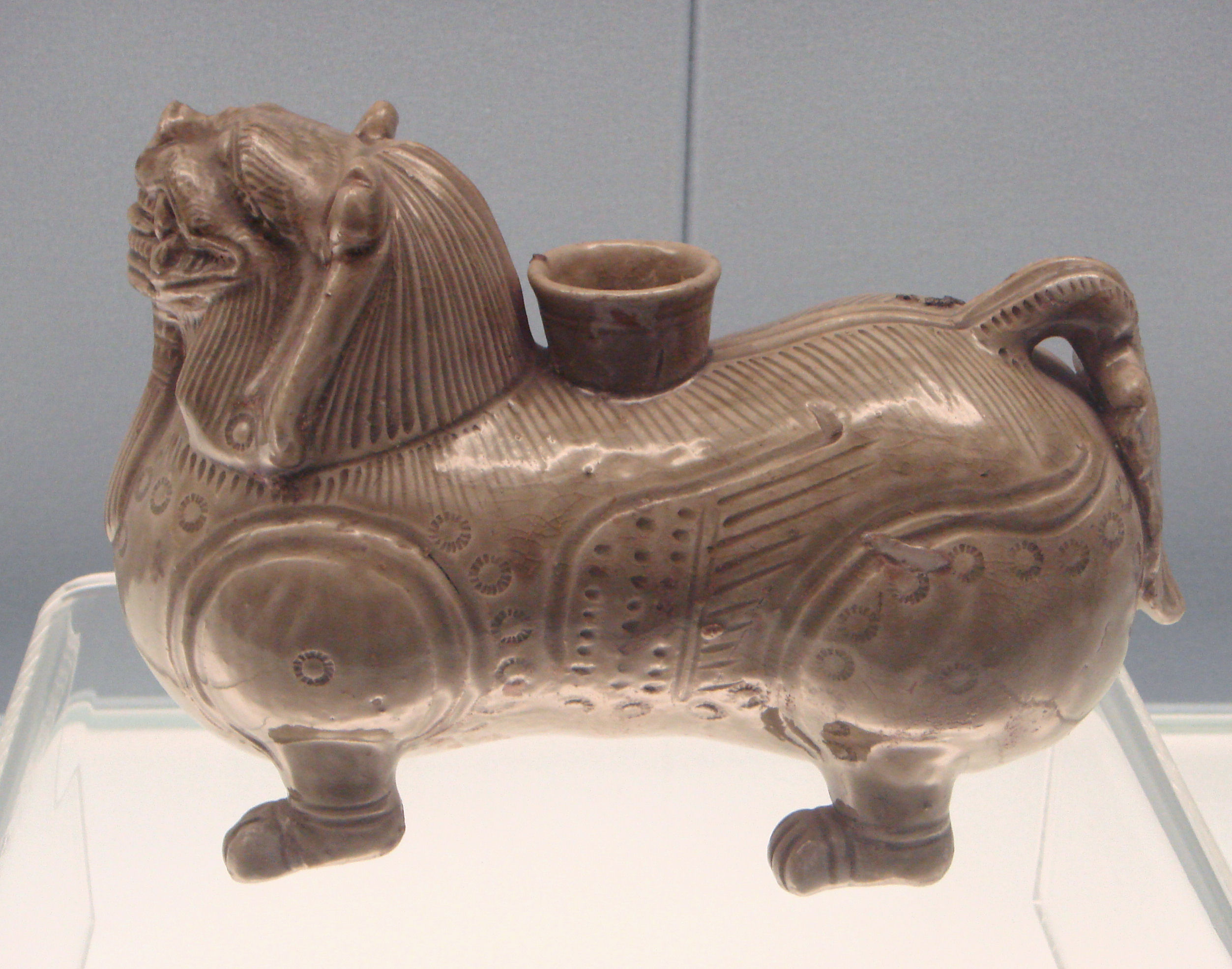
Oroszlán formájú szeladon, Nyugati Csin (265-316)
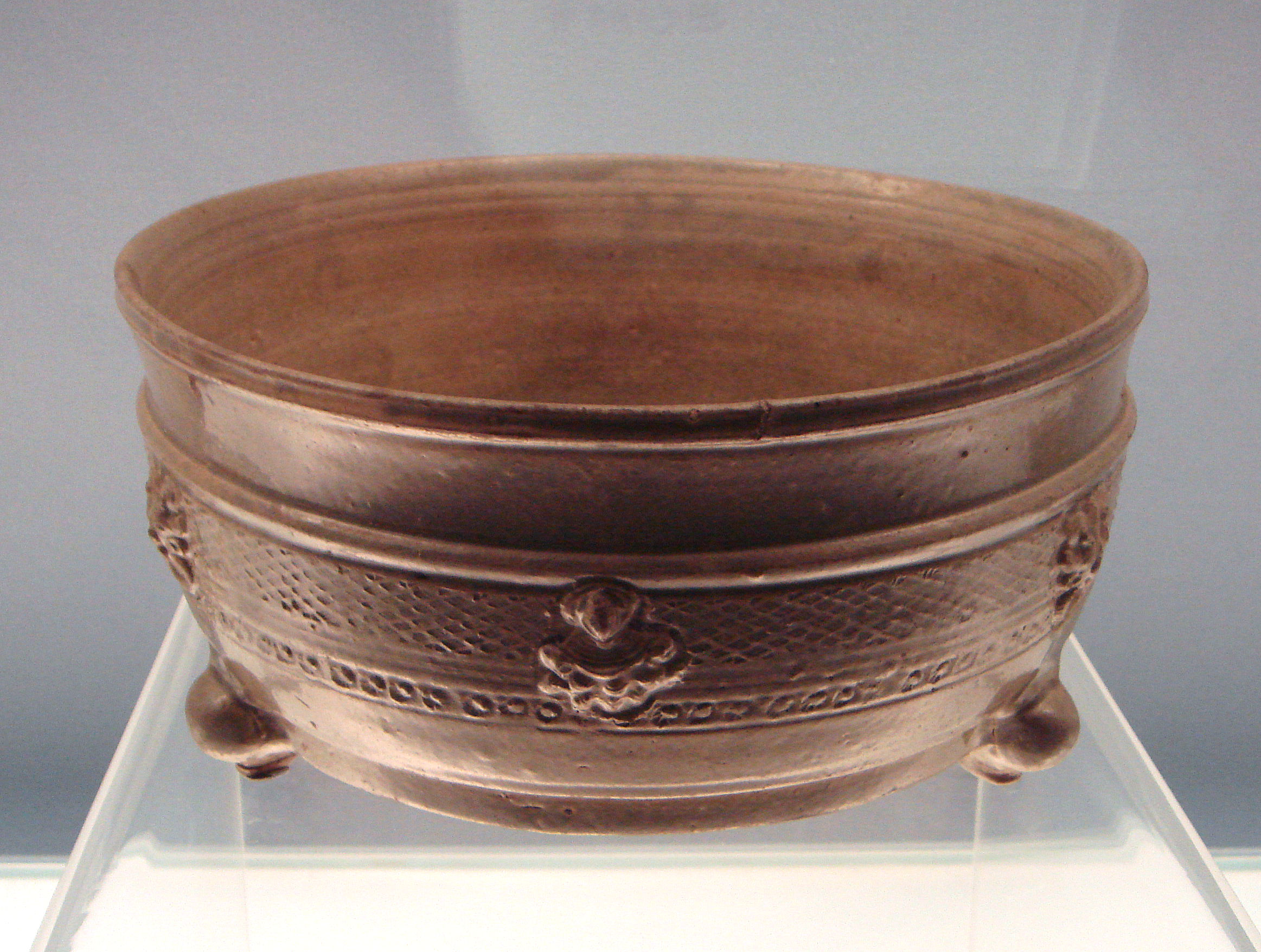
Lien szeladon edény buddhista alakokkal, Nyugat Csin (265-317)
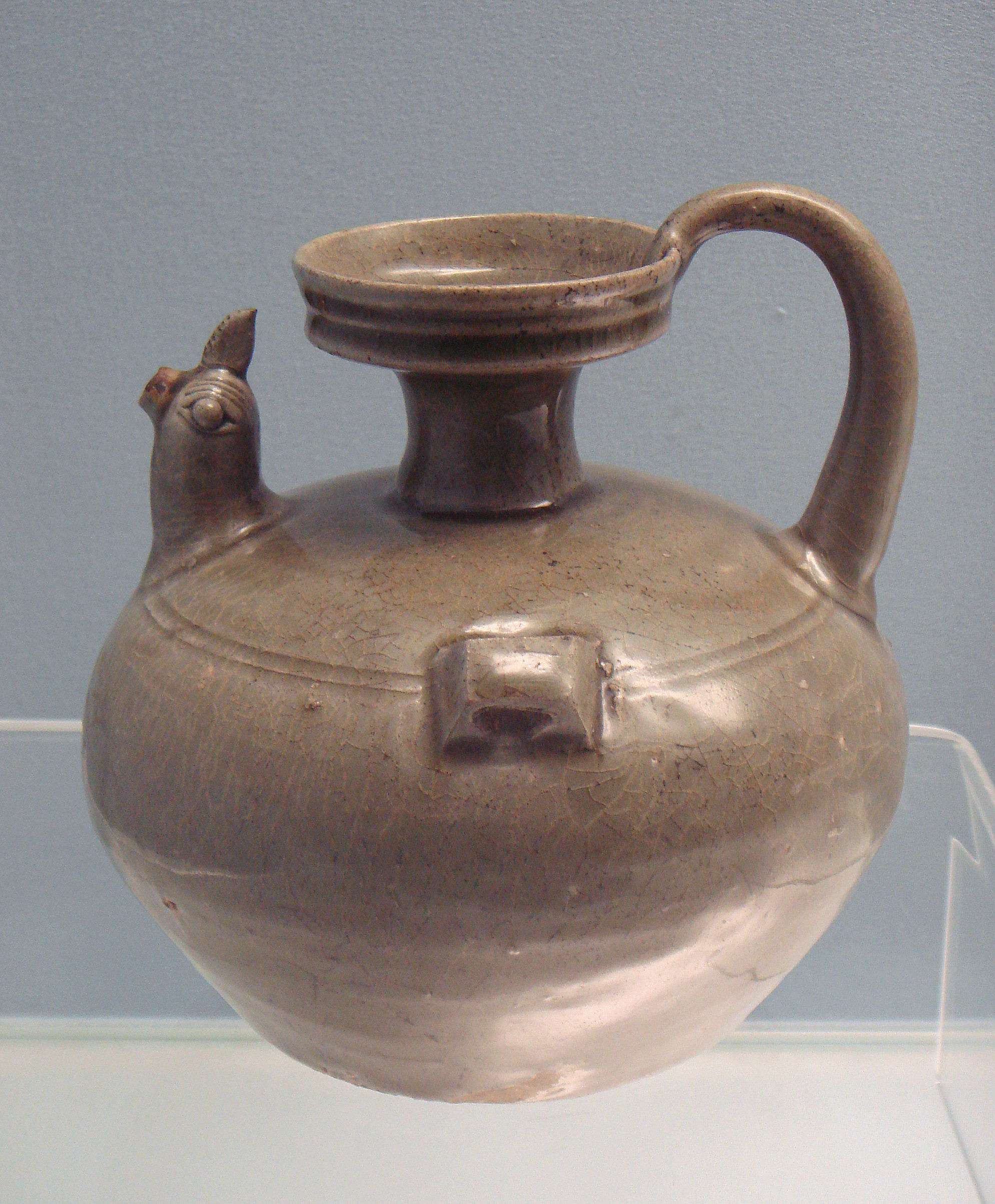
Szeladon korsó, Keleti Csin (317-420)
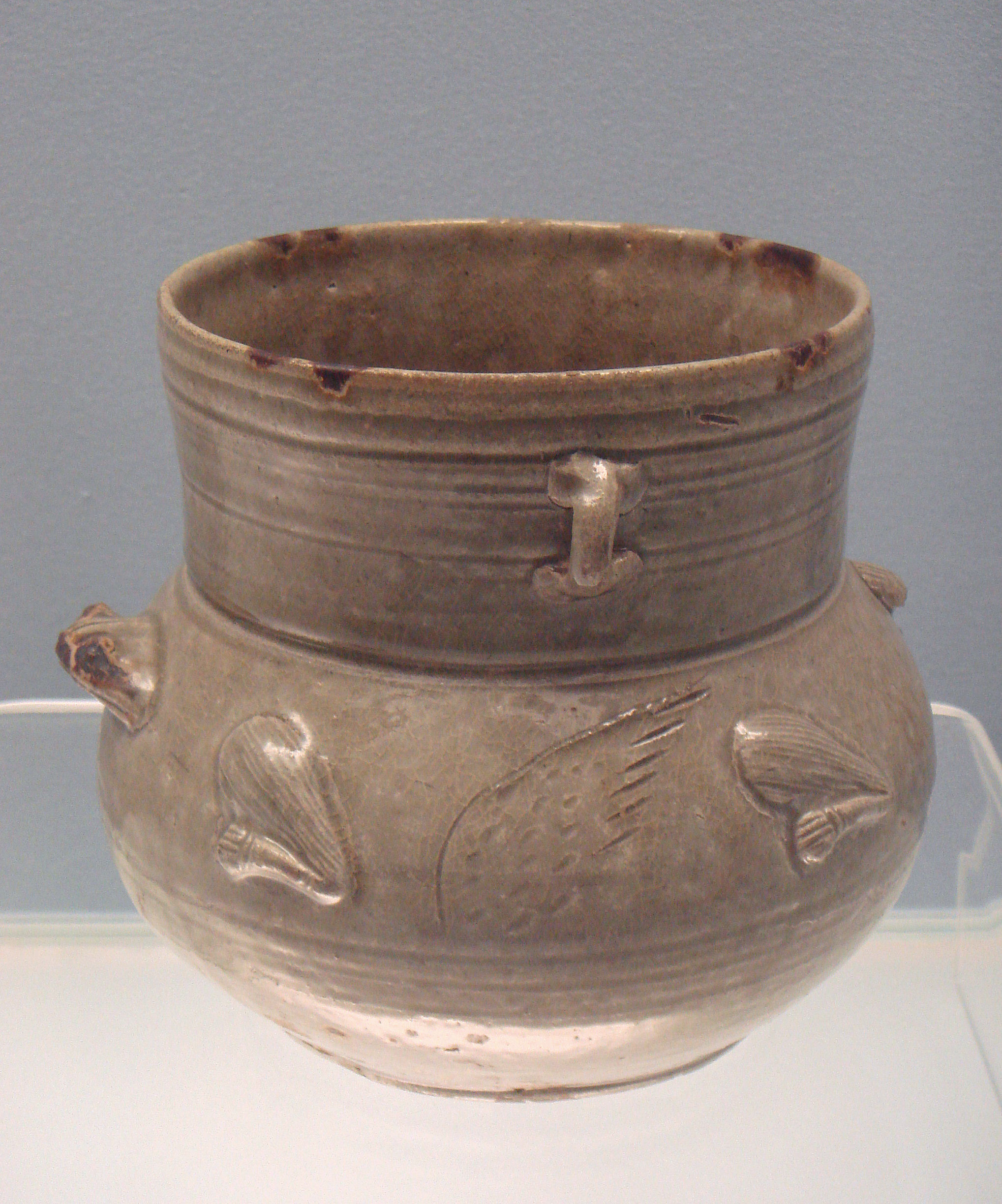
Szeladon korsó barna foltokkal, Keleti Csin (317-420)
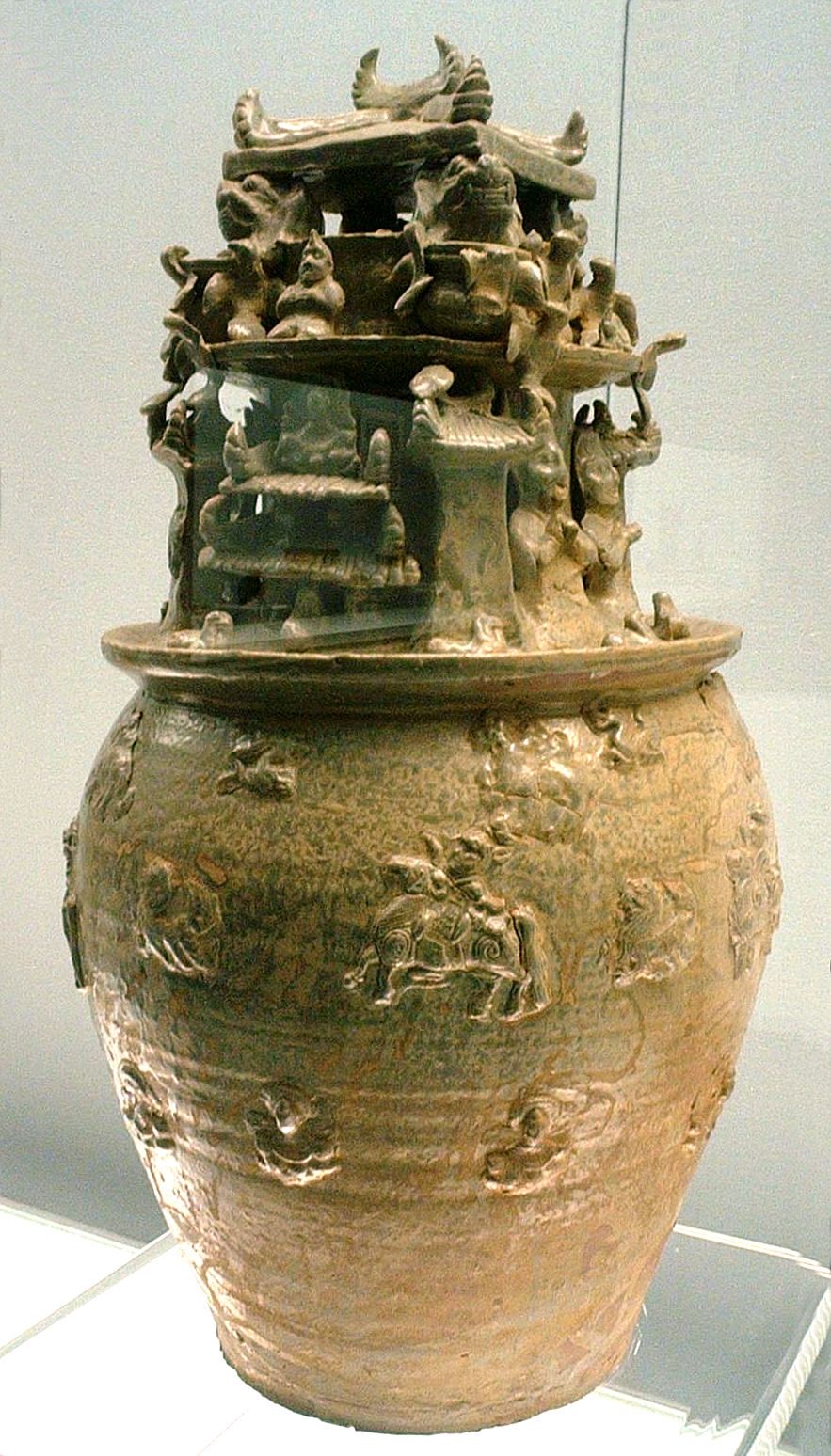
Hun-ping edény buddhista alakokkal Nyugati Csin (265-317)
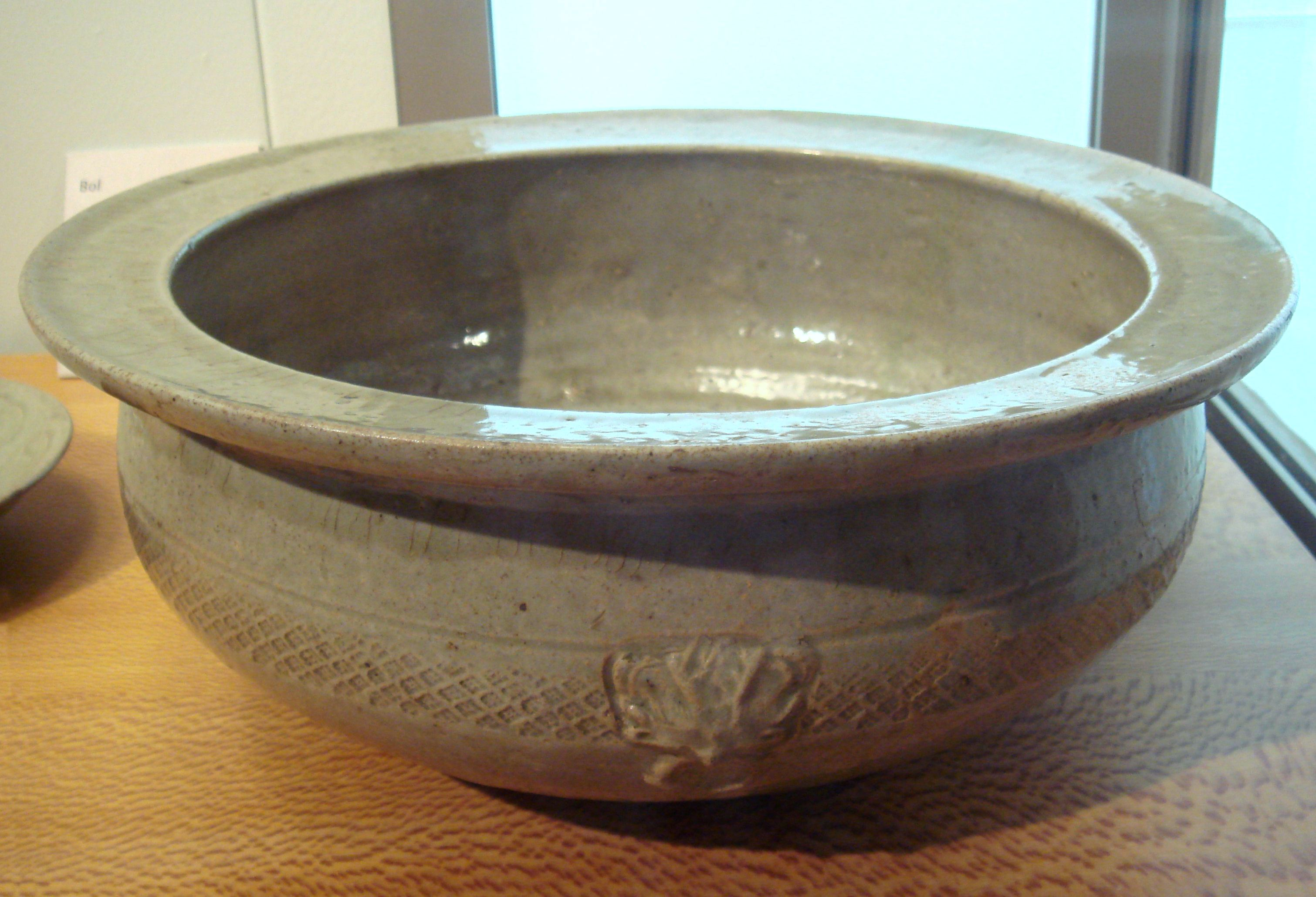
Jüe áru motívummal Nyugati Csin (265-317)

### Vallás

#### A Buddhizmus megjelenése és terjedése
Kínában ez idáig a konfucianizmus és a taoizmus volt a meghatározó. A változás a Nyugati Csin dinasztia bukásával és a nomád népek északi hatalom átvételével történt. A túlnyomó kínai nézőpont szerint e, időszakban a barbár népek által megszállt Észak Kínában nem volt kultúra. Az új idegen uralkodók a kínaiakkal ellentétben harcosok voltak, nem érdekelte őket az irodalmi és politikai filozófia. Hanem inkább a háborúról, harcoló emberekről és lóháton énekelt dalok voltak a kedvenceik. De ettől függetlenül mégis a kornak a meghatározó vallása a buddhizmus lett az irodalmon és a filozófián belül is. A Nyugati Csin dinasztia idején még csak 180 buddhista templom és 3700 szerzetes volt. A Keleti Csin dinasztia idejére ez megtízszereződött. Északon az Északi Vej dinasztia idején 30 ezer templom és 2 millió szerzetes volt. A buddhizmus szárazföldön és tengeren keresztül érkezett Kínába a Han korban. A misszionárius szerzetesek által terjesztett vallás nem volt érdekes a kínai köznemesség számára, de a közép és alsó középosztály körében igen csak népszerűvé vált. Közismertsége a buddhizmus lélekvándorlásáról szóló elméletének köszönhető, amelyben az általuk igazságtalannak tartott feletteseik szegény körülmények között fognak újjá születni. Akik pedig eddig szenvedtek egy jobb életet fognak élni. Az idegen uralkodók alatt helyzetük a Csin uralomhoz hasonló maradt. Vallás terén viszont a vidéki kínai lakosság buddhista vallásúvá vált. A kereskedők is a buddhizmus felé hajlottak. A kereskedők a kolostorokat bankként, raktárként használták, a templomok számára pedig pénzt és földeket adtak. A parasztok pedig, ezeket a kibérelt földeket művelték meg. Az idegen uralkodók engedték a külföldről, Indiából, Türkisztánból és Szogdiából érkező szerzeteseknek, hogy letelepedjenek. Mivel hogy tanult kínaiból kevés volt a nomád népek által megszállt területeken, ezért a buddhista szerzetesek töltötték be szerepüket az udvarban és az itt szerzett befolyásukat vallásos propagandához használták fel. Szerepüket tekintve fontosabb buddhista műveket fordítottak le saját nyelveikről kínaira. A buddhizmus hínajána irányzata, amely egyedi volt a vallásos megváltásával és isten nélküliségével, a taoizmushoz volt hasonlatos és így nem vált olyan népszerűvé. Másrészt két osztályon alapuló elgondolása, aminek tagjai a szerzetesek, akik elérik a megvilágosodást és a tömegek, akik etetik őket, de nem érhetik el a megvilágosodást. Másik ága a mahájána viszont népszerűvé vált. Nem volt zavaró az őshonos istenségek mellett, nem tagadta az emberi életben a helytelenségét, nem ajánlotta fel a Nirvana egybeli  elérését, hanem az elé helyezte az örömöket, amikért érdemes küzdeni. Annak ellenére, hogy a buddhizmus egyre jobban terjedt megmaradtak a parasztok régi vallásai. A helyi jósok, kínai sámánok és varázslók továbbra is folytatták gyakorlataikat, amikben néha buddhista kifejezésmódokat használtak. Az idegen uralkodók is elkezdtek érdeklődést mutatni a kínai sámánok és a mahájána buddhizmus sámánisztikus aspektusai iránt. Gyakorta rendeztek versenyeket  a különböző vallások papjai között és a varázslásban illetve jövendölésben járatos szerzetesek birtoklásáért vetélkedtek.

## Uralkodók és korszakok listája
| Templomi neve | Születési neve | Uralkodás ideje | Uralkodási éra |
| ------------- | -------------- | --------------- | --- |
| Vu            | Sze-ma Jen     | 266-290         | • Tajsi 266 – 274 • Hszian-ning 275 – 280 • Taj-kang 280 – 289 • Taj-hszi 290 Január 28. – 290 Május 17. |
| Huj           | Sze-ma Csung   | 290-307         | • Jung-hszi 290 Május 17. – 291 Február 15. • Jung-ping 291 Február 16. – Április 23. • Jüan-kang 291 Április 24. – 300 Február 6. • Jung-kang 300 Február 7. – 301 Február 3. • Jung-ning 301 Június 1. – 303 Január 4. • Taj-an 303 Január 5. – 304 Február 21. • Jung-an 304 Február 22. – Augusztus 15.; 304 December 25. – 305 Február 3. • Csien-vu 304 Augusztus 16. – December 24. • Jung-hszing 305 Február 4. – 306 Július 12. • Kuang-hszi 306 Július 13. – 307 Február 19. |
|               | Sze-ma Lun     | 301             | • Csien-si 301 Február 3. – Június 1. |
| Huaj          | Sze-ma Cse     | 307-311         | • Jung-csia 307 – 313 |
| Min           | Sze-ma Je      | 313-316         | • Csien-hszing 313 – 316 |

| Templomi neve | Születési neve | Uralkodási ideje | Uralkodási Éra                                                     |
| ------------- | -------------- | ---------------- | ------------------------------------------------------------------ |
| Jüan          | Sze-ma Zsuj    | 317-323          | • Csien-vu 317 – 318 • Taj-hszing 318 – 322 • Jung-csang 322 – 323 |
| Ming          | Sze-ma Sao     | 323-325          | • Taj-ning 323 – 326                                               |
| Cseng         | Sze-ma Jen     | 325-342          | • Hszian-ho 326 – 335 • Hszian-kang 335 – 342                      |
| Kang          | Sze-ma Jüe     | 342-344          | • Csien-jüan 343 – 344                                             |
| Mu            | Sze-ma Tan     | 344-361          | • Jung-ho 345 – 357 • Seng-ping 357 – 361                          |
| Aj            | Sze-ma Pi      | 361-365          | • Lung-ho 362 – 363 • Hszing-ning 363 – 365                        |
|               | Sze-ma Ji      | 365-372          | • Taj-ho 365 – 372                                                 |
| Csien-ven     | Sze-ma Jü      | 372              | • Hszian-an 372 – 373                                              |
| Hsziao-vu     | Sze-ma Jao     | 372-396          | • Ning-kang 373 – 375                                              |
| An            | Sze-ma Tö-cung | 396-419          | • Lung-an 397 – 402 • Jüan-hszing 402 – 405 • Ji-hszi 405 – 419    |
| Kung          | Sze-ma Tö-ven  | 419-420          | • Jüan-hszi 419 – 420                                              |